# Jens Wöhrmann
Jens Wöhrmann (* 8. September 1967 in Siegen) ist ein ehemaliger deutscher Tennisspieler und jetziger -lehrer mit der A-Lizenz des Deutschen Tennis-Bundes.

## Leben
Wöhrmann, dessen Vater Helmut Wöhrmann als Rechtsverteidiger Teil der in den 1960er Jahren erfolgreichen Fußballmannschaft des VfL Klafeld-Geisweid war, wuchs im Siegener Stadtteil Geisweid auf und machte am Weidenauer Fürst-Johann-Moritz-Gymnasium sein Abitur. Er ist verheiratet und Vater einer Tochter.

## Karriere
Wöhrmann spielte ab 1988 auf ATP-Satellite-Turnieren, die unterhalb der ATP Challenger Tour angesiedelt waren. Im Jahr darauf erreichte er das Finale des Challenger-Turniers in Montabaur und erhielt für das Weißenhofturnier in Stuttgart eine Wildcard. Dort kam er durch Siege unter anderem über Jakob Hlasek (Zweiter der Setzliste), Jan Gunnarsson und Guillermo Pérez Roldán bis ins Halbfinale, wo er dem späteren Turniersieger Martín Jaite unterlag. 1989 wurde Wöhrmanns erfolgreichstes Jahr, als er mit Position 54 seine beste Notierung auf der ATP World Tour und dem siebten Platz in der DTB-Rangliste erreichte. Innerhalb des Jahres 1989 kletterte Wöhrmann in der Weltrangliste 431 Plätze und war damit bei der ATP der Aufsteiger des Jahres. 1990 gehörte er zum Daviscup-Team, das im Viertelfinale in Buenos Aires gegen Argentinien antreten musste. Bei der 2:3-Niederlage verlor Wöhrmann sein Einzel gegen Alberto Mancini. In der Tennis-Bundesliga spielte er zusammen mit Karsten Braasch und Markus Naewie mit großem Erfolg für Rot-Weiß Hagen.
Nach seinem Karriereende war Wöhrmann als Trainer unter anderem für Anke Huber und das deutsche Fed-Cup-Team tätig. Bis zum 31. Dezember 2016 war er Cheftrainer beim Westfälischen Tennis-Verband. Der noch laufende Vertrag wurde auf Wunsch Wöhrmanns aus persönlichen Gründen aufgelöst. Wöhrmann arbeitete bei Tennistrainingslagern als Trainer und war an der Planung und Durchführung solcher Veranstaltungen beteiligt. Er wurde für einen Versandhandel für Tennisbedarf tätig.

## Bilanz
| Legende                       |
| Grand Slam                    |
| Tennis Masters Cup            |
| ATP Masters Series            |
| ATP International Series Gold |
| ATP International Series      |
| ATP Challenger Tour (2)       |

### Einzel

#### Turniersiege
| Datum            | Turnier    | Belag | Finalgegner   | Ergebnis |
| ---------------- | ---------- | ----- | ------------- | -------- |
| 13. Oktober 1991 | Casablanca | Sand  | Bernardo Mota | 6:3, 6:1 |

### Doppel

#### Turniersiege
| Datum            | Turnier | Belag   | Partner       | Finalgegner                        | Ergebnis |
| ---------------- | ------- | ------- | ------------- | ---------------------------------- | -------- |
| 1. Dezember 1990 | München | Teppich | Markus Zoecke | Slobodan Vojinović Dmytro Poljakow | 6:4, 6:3 |